# 深圳市教育机构列表
深圳自1980年成为中国的经济特区后，外来人口大量涌入，人口急速膨胀，全市教育发展也非常快。
据2024年4月深圳市教育局公布的统计数据显示：截至2023年，全市各级各类学校（含幼儿园）2940所。其中：公办学校（园）1672所；民办学校（园）1268所。各级各类在校学生总数274.80万人，教职工27.41万人。现有高等教育学校15所，在校学生20.19万人；普通中小学913所，在校学生189.58万人；中等职业学校（含技工学校）27所，在校生9.23万人；幼儿园1973所，在园儿童55.51万人；特殊教育学校11所，在校学生2965人；专门学校1所，在校学生16人。

## 学校教育

### 深圳的主要大學、大專院校

#### 市属本科高校
- 深圳大學
- 南方科技大学
- 深圳技术大学
- 深圳理工大学
- 深圳职业技术大学
- 深圳信息职业技术大学
- 深圳创新创意设计学院（筹）
- 深圳音乐学院（筹）
- 深圳海洋大学（筹）

#### 中央部属普通高校
- 清华大学深圳国际研究生院
- 北京大学深圳研究生院
- 哈尔滨工业大学（深圳）
- 暨南大學深圳校区
- 中山大学深圳校区
- 中国科学院深圳先进技术研究院
- 电子科技大学（深圳）高等研究院

#### 中外合作办学高校
- 香港中文大学（深圳）
- 深圳北理莫斯科大学
- 天津大学佐治亚理工深圳学院
- 香港大学（深圳）（筹）

#### 市属专科高校
- 深圳城市职业学院
- 广东新安职业技术学院

#### 成人高校
- 深圳开放大學（非全日制）

#### 其他
- 深圳虚拟大学园
- 资本市场学院
- 中欧国际工商学院深圳校区

### 深圳的中小学

#### 深圳的基础教育集团
市直属
- 深圳中学教育共同体
- 深圳实验学校（集团）
- 深圳外国语学校（集团）
- 深圳高级中学（集团）

福田区属
- 红岭教育集团
- 福田区实验教育集团
- 荔园教育集团
- 荔园外国语教育集团
- 明德实验学校（集团）
- 福田区外国语教育集团

罗湖区属
- 翠园教育集团
- 罗外教育集团
- 螺岭教育集团
- 翠竹教育集团
- 翠北教育集团
- 锦田教育集团
- 翠园东晓教育集团
- 莲南教育集团
- 桂园教育集团
- 罗湖未来教育集团
- 罗湖区教科院实验教育集团

盐田区属
- 盐田区教科院学校微集团
- 盐田区外国语学校联盟
- 盐田实验联盟

南山区属
- 蛇口育才教育集团
- 南山实验教育集团
- 南山外国语学校（集团）
- 南山区第二外国语学校（集团）
- 南方科技大学附属教育集团
- 南山区文理实验学校（集团）
- 深圳大学附属教育集团
- 南山区教育科学研究院附属学校教育集团
- 南山区第二外国语学校（集团）前海创新教育集团

宝安区属
- 宝安中学（集团）
- 新安中学（集团）
- 宝安第一外国语学校（集团）
- 宝安区实验学校（集团）
- 宝安小学（集团）
- 滨海小学（集团）
- 天骄小学（集团）

龙岗区属
- 龙城高级中学（教育集团）
- 龙岗区外国语学校（集团）
- 香港中文大学（深圳）附属学校教育集团
- 华中师范大学龙岗附属中学（集团）
- 深圳中学龙岗学校（集团）
- 龙岭教育集团（民办）
- 百外教育集团（民办）

龙华区属
- 民治中学教育集团
- 龙华高级中学教育集团
- 龙华区外国语学校教育集团
- 龙华区新华中学教育集团
- 龙华区外国语学校教育集团
- 龙华区实验学校教育集团
- 华东师范大学附属深圳龙华学校教育集团
- 观澜第二中学教育集团
- 龙华区第二实验学校教育集团

坪山区属
- 坪山实验教育集团
- 坪山外国语教育集团
- 坪山高级中学教育集团
- 聚龙科学中学教育集团

光明区属
- 光明区高级中学（集团）
- 中科实验教育集团
- 光明区光明中学（集团）
- 光明区实验学校（集团）
- 光明区公明中学（集团）
- 光明区外国语学校（集团）
- 光明区东周小学（集团）

#### 深圳主要的中学
市直属
- 深圳中學
- 深圳外國語學校
- 深圳市第二外国语学校
- 深圳實驗學校
- 深圳市第二实验学校
- 深圳市高級中學
- 深圳市第二高級中學
- 深圳市第三高級中學
- 深圳大學附屬中學
- 深圳科學高中
- 广东实验中学深圳学校

福田区属
- 福田中學
- 福田外国语高级中学
- 紅嶺中學
- 梅林中学

罗湖区属
- 罗湖高级中学
- 罗湖外語學校
- 翠園中學

南山区属
- 南山外国语学校
- 育才中學

龙岗区属
- 龙城高级中学
- 布吉高级中学

宝安区属
- 宝安中學
- 西乡中学
- 新安中學

龙华区属
- 观澜中学

### 深圳的主要中專院校
- 深圳市第一职业技术学校
- 深圳市第二职业技术学校
- 深圳市第三职业技术学校
- 深圳藝術學校
- 深圳市美术学校
- 华强职业技术学校
- 行知职业技术学校
- 博伦职业技术学校

#### 深圳的中-高职教育集团
- 深圳东部职业教育集团
- 深圳西部职业教育集团

### 其它（國際、港人子弟、臺商子弟）
- 深圳國際交流學院（SCIE）
- 深圳東方英文書院
- 蛇口國際學校
- 深圳南山國際學校
- 大亞灣法國人學校
- QSI國際學校
- 深圳东方香港人子弟学校
- 羅湖港人子弟學校
- 深圳东方台商子弟学校
- 深圳香港培侨书院龙华信义学校
- 深圳前海哈罗港人子弟学校

### 青少年校外教育
- 深圳市少年宫
- 深圳市青少年活动中心
- 南山区青少年活动中心
- 宝安区青少年活动中心
- 龙岗区青少年活动中心
- 罗湖区青少年活动中心

### 创新教育
- 深圳科创学院
- 深圳零一学院
- 深圳河套学院